# Жозеф Артюр де Гобіно
Жозе́ф Артю́р де Гобіно́ (фр. Joseph Arthur comte de Gobineau; нар. 14 липня 1816— †13 жовтня 1882) — французький аристократ, письменник, дипломат, автор расової теорії, історичних і філологічних праць.

## Погляди
У своїй головній роботі — «Нарис про нерівність людських рас» (1853—1855) — де Гобіно висунув теорію, згідно з якою соціальна нерівність між народами пов'язана з їхніми біологічними особливостями або якостями. Рід homo sapiens де Гобіно розділив на три великі раси: білу, жовту і чорну — серед котрих найбільш пристосованою у соціальному і культурному плані була визначена біла раса (після неї — жовта).
Центром усіх виниклих цивілізацій де Гобіно вважав аріїв — аристократичну білу підрасу (індоєвропейців). За теорією де Гобіно арії (індоєвропейці), приходячи під час міграцій в інші країни, підкоряли місцеве населення і для управління ним, утворювали перші державні інститути (таким чином виникали цивілізації). Занепад цивілізацій де Гобіно пояснював порушенням арійської аристократією законів євгеніки й змішування аріїв з місцевим населенням.
Жозеф Артюр де Гобіно вважається основоположником расистських теорій, тому що вперше дав обґрунтування ідеї нерівності людей через різницю вроджених біологічно-расових особливостей.

### Слов'яни
Згідно з Гобіно, слов'яни, бувши колись в давнину білим арійським народом, «пішли на північний схід нашого континенту і там вступили в руйнівне сусідство з фінами»; «слов'янська мова, що має загальні родові ознаки арійських мов, зазнала сильного фінського впливу. А щодо зовнішніх ознак, вони також наблизилися до фінського типу». Гобіно приписував слов'янам пасивність «в результаті великої пропорції жовтої крові», і порівнював слов'янські народи з семітськими:
|  | Слов'яни виконували в Східній Європі ту ж функцію довгого і мовчазного, але невідворотного впливу, яку в Азії взяли на себе семіти. Подібно до останніх, вони створювали стояче болото, у якому, після короткочасних перемог, тонули все дедалі більш розвинені етнічні групи. |

## Вплив Гобіно на теорії націонал-соціалізму
Роботи Гобіно залишались у Франції довгий час поза увагою науковців і політиків. Щойно після його смерті у Німеччині з'явилась зацікавленість у расистських теоріях Гобіно. У 1894 році у Німеччині за ініціативи перекладача праць Гобіно німецькою мовою Людвіга Шеманна було засноване «Товариство Гобіно». У 1914 році кількість членів цього товариства вже сягнула 360 осіб. У 1903 році Національна бібліотека Страсбурзького університету придбала праці й папери Жозефа Гобіно і відкрила постійну експозицію присвячену його творчості. Праці Гобіно мали певний вплив на низку німецьких науковців, які розвивали і вдосконалювали його теорію. Виклавши у своїй книзі «Моя боротьба» ідею націонал-соціалізму Адольф Гітлер також посилався на теорії Гобіно.